# Cousu bolognais
 (avril 2023).
Si vous disposez d'ouvrages ou d'articles de référence ou si vous connaissez des sites web de qualité traitant du thème abordé ici, merci de compléter l'article en donnant les références utiles à sa vérifiabilité et en les liant à la section « Notes et références ».
 (avril 2023).
Le cousu bolognais est une solution de confort et de raffinement pour ne pas sentir de coutures à l'intérieur de la chaussure.
Le cousu bolognais est un cousu Blake auquel on retire la première de montage. La doublure de la chaussure est entièrement tubulaire et fait tout le tour du pied. Il n'y a donc pas de coutures intérieures qui pourraient gêner et entraver le confort dans la chaussure.